# Kognitionsbedürfnis
Das Kognitionsbedürfnis (need for cognition) ist ein Persönlichkeitsmerkmal der Psychologie. Es beschreibt das Ausmaß, in dem Menschen anstrengende kognitive Tätigkeiten betreiben und genießen. Der Begriff wurde in den 1950er Jahren von Cohen, Stotland und Wolfe eingeführt und von  John T. Cacioppo und Richard E. Petty 1982 so definiert, wie das Persönlichkeitsmerkmal auch heute noch verstanden wird.
Menschen mit einem hohen Kognitionsbedürfnis bilden sich eigene Meinungen durch Abwägen von Argumenten. Menschen mit niedrigem Kognitionsbedürfnis hingegen lassen sich oft durch periphere Signale, wie Attraktivität oder Glaubwürdigkeit des Sprechers, beeinflussen. Das Ausmaß des Kognitionsbedürfnisses bestimmt nach dem Elaboration Likelihood Model einen von zwei Wegen, wie persuasive Kommunikation anzuwenden ist (zentraler oder peripherer Weg).
Es konnten bislang keine geschlechtsspezifischen Unterschiede beim Kognitionsbedürfnis gezeigt werden.
Eine nicht repräsentative Studie unter 60 Studenten kam zu dem Schluss, dass Studienteilnehmer mit einem höheren Kognitionsbedürfnis im Durchschnitt weniger körperlich aktiv seien als andere Teilnehmer der Studie. Dies weise möglicherweise auf ein geringeres Bedürfnis nach Bewegung hin.
Eine weitere Studie mit 175 Teilnehmern sieht einen positiven Zusammenhang zwischen dem Kognitionsbedürfnis eines Menschen und dem Glauben an verschwörungstheoretische Inhalte in sozialen Medien.